# Xenortholitha
Xenortholitha is een geslacht van vlinders van de familie spanners (Geometridae), uit de onderfamilie Larentiinae.

## Soorten
- X. corioidea Bastelberger, 1911
- X. dicaea Prout, 1924
- X. euthygramma Wehrli, 1924
- X. exacta Wehrli, 1931
- X. extrastrenua Wehrli, 1931
- X. latifusata Walker, 1862
- X. propinguata Kollar, 1844